# 마누엘 팔 콘데
퀸티요 공작 마누엘 팔 콘데(Manuel Fal Conde, duque de Quintillo)는 스페인의 가톨릭주의자이자 카를로스파의 지도자였다. 그는 카를로스파 역사에서 가장 선도적인 인물로서 인정받고 있으며, 약 20년(1934~1955) 동안 카를로스파의 정치적인 지도자로서 활동했고 가장 격동적인 시기에 당을 이끌었다. 처음에는 과격적인 주의자들과 함께 반공화주의 반란을 진압했고, 스페인 내전에서는 국민파에 가담했으나 나중에 가서는 프란시스코 프랑코에 반대하는 움직임을 보였다.

## 같이 보기
- 카를로스파
- 스페인의 통합주의
- 레케테